# Supertaça de Portugal de Hóquei em Patins Feminino
A Supertaça Feminina ou Supertaça de Portugal de Hóquei em Patins Feminino é uma competição organizada pela Federação Portuguesa de Patinagem. É disputada entre o clube campeão nacional e o vencedor da Taça de Portugal da época anterior. Dando-se o caso de o mesmo clube vencer ambos os títulos na mesma época, a Supertaça é decidida entre os dois clubes que disputaram a final da Taça de Portugal. 
A primeira edição foi realizada em 1993. O SL Benfica é o atual detentor do troféu.

## Vencedores[1][2]
- Os Vencedores da Supertaça encontram-se assinalados com destaque colorido.
- Os clubes assinalados com * participaram na Supertaça como Finalistas vencidos da Taça de Portugal, em virtude do Campeão ter feito a dobradinha (conquista do Campeonato e da Taça de Portugal na mesma época).

| Prova disputada em jogo único |                     |      |                    |                     |
| Ano                           | Campeão Nacional    | Res. | Vencedor da Taça   | Local               |
| 2023                          | SL Benfica          | 10-1 | CA Feira*          | Turquel             |
| 2022                          | SL Benfica          | 6-2  | Sporting CP*       | Vila Franca de Xira |
| 2021                          | SL Benfica          | 3-1  | CACO*              | Alverca do Ribatejo |
| 2019                          | SL Benfica          | 4-0  | CACO*              | Coimbra             |
| 2018                          | SL Benfica          | 14-2 | CH Carvalhos*      | S. Pedro do Sul     |
| 2017                          | SL Benfica          | 4-1  | Stuart HC Massamá* | Alenquer            |
| 2016                          | SL Benfica          | 4-1  | A Académica C*     | Anadia              |
| 2015                          | SL Benfica          | 5-0  | A Académica C*     | Vila Boa do Bispo   |
| 2014                          | SL Benfica          | 10-1 | AD Sanjoanense*    | Tomar               |
| 2013                          | SL Benfica          | 4-3  | AD Sanjoanense     | Alcobaça            |
| 2012                          | HC Turquel          | 1-4  | GDR "Os Lobinhos"  | Vila Franca de Xira |
| 2011                          | GDR "Os Lobinhos"   | 3-2  | HC Turquel*        | Torres Novas        |
| 2010                          | HC Turquel*         | 3-2  | GDR "Os Lobinhos"* | Alenquer            |
| 2009                          | Fundação Nortecoope | 3-0  | HC Mealhada*       | Marco de Canaveses  |
| 2008                          | Fundação Nortecoope | 3-1  | HC Mealhada*       | Viseu               |
| 2007                          | Fundação Nortecoope | 10-2 | Ext. São Filipe*   | Alcobaça            |
| 2006                          | Fundação Nortecoope | 3-0  | HC Mealhada*       | Porto               |

| Prova disputada a duas mãos |                  |           |                  |        |        |
| Ano                         | Campeão Nacional | Res.      | Vencedor da Taça | 1ª Mão | 2ª Mão |
| 2005                        | CD Nortecoope    | 3-4 / 1-0 | ACR Gulpilhares  |        |        |
| 2004                        | CD Nortecoope    | 5-0 / 2-1 | AF Arazede       |        |        |
| 2003                        | CD Nortecoope    | 1-0 / 4-3 | HC Mealhada      |        |        |
| 2002                        | CD Nortecoope    | 4-1 / 4-1 | HC Mealhada      |        |        |
| 2001                        | CD Nortecoope    | 1-1 / 1-0 | ACR Gulpilhares  |        |        |
| 2000                        | CD Nortecoope    | 6-0 / 5-1 | ACR Gulpilhares  |        |        |
| 1999                        | HC Sintra        | 2-5 / 9-1 | AA Amadora       |        |        |
| 1998                        | CH Carvalhos     | 2-1 / 1-1 | CD Nortecoope    |        |        |
| 1997                        | HC Sintra        | 5-0 / 3-3 | AA Amadora       |        |        |
| 1996                        | AA Amadora       | 5-0 / 1-2 | CH Carvalhos     |        |        |
| 1995                        | CD Nortecoope    | 3-0 / 1-1 | AA Amadora       |        |        |
| 1993                        | VB Bispo         | 2-1       | CD Nortecoope    |        |        |

## Número de Supertaças por clube
| Clubes vencedores   | Supertaças |
| ------------------- | ---------- |
| SL Benfica          | 8          |
| CD Nortecoope       | 6          |
| Fundação Nortecoope | 4          |
| GDR "Os Lobinhos"   | 2          |
| HC Sintra           | 2          |
| HC Turquel          | 1          |
| CH Carvalhos        | 1          |
| AA Amadora          | 1          |
| VB Bispo            | 1          |
| Gulpilhares         | 1          |
| TOTAL               | 25         |

### Internacional
- «Ligações ao Hóquei em todo o Mundo»
- «Mundook - Atualidade mundial do hóquei em patins»
- «Hoqueipatins  - Todos os resultados do hóquei em patins»
- «Hardballhock - Atualidade mundial do hóquei em patins» (em inglês)

- «Blogue Rink-Hockey - Atualidade mundial do hóquei em patins» (em inglês)